# Air Vallée
Air Vallée S. p.A., діюча як Air Vallée — колишня невелика італійська авіакомпанія зі штаб-квартирою в Міжнародному аеропорту імені Федеріко Фелліні (Ріміні), що здійснювала регулярні та чартерні пасажирські перевезення в двох аеропортах на острові Сардинія і в шести аеропортах на материкової частини Італії.
До 2010 року головним транзитним вузлом (хабом) авіакомпанії був Аеропорт імені Коррадо Жекс (Аоста) з основними напрямками перевезень в Міжнародний аеропорт імені Леонардо да Вінчі (Рим) і Міжнародний аеропорт імені Алессандро Пертін (Турин), а з літа 2010 року основним хабом став міжнародний аеропорт Ріміні.
У червні 2016 року Air Vallée призупинила свою діяльність, оскільки ENAC скасувала ліцензію авіакомпанії. 
Єдиний літак авіакомпанії повернуто орендодавцю.

## Історія
Авіакомпанія Air Vallée була утворена в червні 1987 року для організації регулярного пасажирського сполучення з аеропорту імені Коррадо Жекс в Аосте. У червні наступного року компанія двічі на тиждень виконувала авіарейси до Риму на літаку Beechcraft King Air C90, який у жовтні 1989 року був замінений на літак Cessna Citation I. Обидва літаки виведені з експлуатації в січні 1992 року з придбанням нових Learjet 31, а в серпні наступного року парк перевізника поповнився ще одним повітряним судном Beechcraft King Air 200. У травні 2000 року в експлуатацію введено перший Dornier 328, у червні 2001 року — другий літак того ж типу.
У 2001 році власником авіакомпанії став Аеропорт Болоньї. 4 листопада 2009 року перевізник був змушений призупинити операційну діяльність внаслідок того, що Міністерство цивільної авіації Італії (ENAC) анулював сертифікат експлуатанта авіакомпанії через її великих фінансових проблем.
Влітку 2010 року Air Vallée відновила свою діяльність з відкриття регулярних пасажирських рейсів з аеропортів Ріміні і Перуджі (Сардинія) на одному літаку Dornier 328 Jet.

## Маршрутна мережа
У листопаді 2010 року маршрутну мережу авіакомпанії Air Vallée складали наступні пункти призначення:
Бельгія
- Брюссельський національний аеропорт (з 30 січня 2011)

Франція
- Аеропорт Анже/Мен
- Аеропорт Доль/Юра
- Аеропорт Ніцца - «Лазурний Берег»

Німеччина
- Мюнхен — Аеропорт імені Франца Йозефа Штраусса (з 10 січня 2011)

- Аоста — Аеропорт імені Коррадо Жекс (поновлюється з 18 грудня 2010)
- Неаполь — Аеропорт Каподічіно
- Ріміні — Міжнародний аеропорт імені Федеріко Фелліні

- Барселона — Аеропорт Ель-Прат (з 23 грудня 2010)

## Флот
Станом на березень місяць 2007 року повітряний флот авіакомпанії Air Vallee складали наступні літаки:
| Тип літака                | Кількість | Примітки              |
| Fairchild-Dornier 328JET  | 2         |                       |
| AgustaWestland AW109      | 1         | в експлуатації HELOPS |
| AgustaWestland AW119      | 1         | в експлуатації HELOPS |
| Bell 412                  | 1         | в експлуатації HELOPS |
| Aérospatiale Lama         | 2         | в експлуатації HELOPS |
| Aérospatiale Alouette III | 1         | в експлуатації HELOPS |

### Колишній флот
До березня 2005 року в парку авіакомпанії експлуатувався ще один літак:
- 1 — Learjet 31 (для рейсів аеротаксі)